# Zénith de Strasbourg
Zénith de Strasbourg es un pabellón multiusos localizado en el municipio de Eckbolsheim, cerca de la ciudad de Estrasburgo, en Francia.

## Arquitectura
Su estilo es expresionista posmoderno y fue diseñado por el arquitecto italiano Massimiliano Fuksas. Le fue asignada la "Medaglia d'oro all'architettura italiana" en 2009 "por las características innovadoras de la intervención en un lugar icónico en el suburbio metropolitano francés, que ayuda a revitalizar a través de una arquitectura de gran impacto visual".